# التفاح الحامض
التفاح الحامض هو فيلم تركي من نوع الدراما والكوميديا صدرَ عام 2016 من إخراجِ يلماز أردوغان وبطولة كل من سونجول أودن وشكران أوفالي وكذا فرح زينب عبد الله.

## قصّة الفيلم
تدور أحداث الفيلم حول عُمدة يعيش مع زوجته وبناته الثلاث وهنّ توركان، صفية ومعزز في منزلٍ ريفي محاط بأشجار التفاح، يقعُ في منطقة هكاري بأنطاليا خلال فترة السبعينيات. ضمن إطارٍ كوميديّ يُحاول الأب المحافظة على أسرته القروية بعيدًا عن المشاكل المُعقّدة للمدن والحياة المدنية خاصة فيما يتعلق بأمور الزواج والعلاقات مع الجنس الآخر والعمل.

## طاقم الفيلم
- يلماز أردوغان (الأب)
- ديفريم ياقوت (الأم)
- سونغل أودن (توركان)
- شكران أوفالي (صفية)
- فرح زينب عبد الله (معزز)
- شكري أوزيلديز (أوزجور)
- فاتح أرتمان (خطيب)
- إيرسن كوركت (شينو)
- كانر سيندروك (زوج توركان)

## روابط خارجية
- التفاح الحامض على موقع IMDb (الإنجليزية)
- التفاح الحامض على موقع نتفليكس (الإنجليزية)
- التفاح الحامض على موقع ألو سيني (الفرنسية)
- التفاح الحامض على موقع قاعدة بيانات الفيلم (الإنجليزية)
- التفاح الحامض على موقع ليتربوكسد (الإنجليزية)
- التفاح الحامض على موقع كينوبويسك (الروسية)